# رنف
الرَّنْف أو واضحة المخالب أو شار (الاسم العلمي: Delonix)، جنس أشجار مُزهرة من فصيلة الفولية. أعطانها الأصلية في مدغشقر وشرق إفريقيا.
اسم الجنس مشتق من اليونانية δηλος (ديلوس)، وتعني «واضح» و ονυξ (أونيكس)، وتعني «مخلب»، في إشارة إلى البتلات.

## أنواع مختارة
| الصورة | الاسم العلمي                                           | التوزيع                                                      |
| ------ | ------------------------------------------------------ | ------------------------------------------------------------ |
|        | رنف بقال (Chiov.) Baker f.                             | إثيوبيا، كينيا، الصومال                                      |
|        | رنف بفنيانة (هنري ارنست بيون) Capuron                  | مدغشقر                                                       |
|        | رنف قصير الثمر (R.Vig.) Capuron                        | مدغشقر                                                       |
|        | رنف ديكاري (R.Vig.) Capuron                            | مدغشقر                                                       |
|        | رنف عال (كارولوس لينيوس) Gamble                        | شرق إفريقيا، جنوب شبه الجزيرة العربية من الشرق إلى غرب الهند |
|        | رنف كثير الزهور (Baill.) Capuron                       | مدغشقر                                                       |
|        | رنف قزم Du Puy, Phillipson & R.Rabev.                  | مدغشقر                                                       |
|        | رنف ملكي (Bojer ex ويليام هوكر) قسطنطين صموئيل رافينسك | مدغشقر                                                       |
|        | رنف لبدي (R.Vig.) Capuron                              | مدغشقر                                                       |
|        | رنف مخملي (R.Vig.) Capuron                             | مدغشقر                                                       |